# (16142) Leung
(16142) Leung (1999 XC135) – planetoida z grupy przecinających orbitę Marsa okrążająca Słońce w ciągu 3,36 lat w średniej odległości 2,24 j.a. Odkryta 6 grudnia 1999 roku.